# Parafia Niepokalanego Serca Najświętszej Maryi Panny w Sobiesękach
Parafia Niepokalanego Serca Najświętszej Maryi Panny w Sobiesękach – parafia rzymskokatolicka znajdująca się w diecezji kaliskiej, w dekanacie Błaszki.

## Proboszczowie
- ks. kan. mgr Ryszard Krawczyński (?–2025)[2]
- ks. Łukasz Rau (2025– )[2]